# Флот Курляндії і Семигалії
Флот Курля́ндії і Семига́лії — військово-морський і торговельний флот герцогства Курляндії і Семигалії. Існував з кінця XVI ст., проте офіційною датою створення вважається заснування Віндавського адміралтейства в 1638 році. Головний творець — герцог Яків Кеттлер, найвизначніший з усіх правителів герцогства. Будувався на Віндавській (1638—1718), Гольдінгенській (1638—1702) і Лібавській верфях (1677—1702). У часи свого розквіту в середині XVII ст. нараховував до 40 військових і 100 торговельних кораблів. Використовувався у міжнародній торгівлі, курлядській колонізації Америки та Африки, а також війнах європейських держав як наймана сила. Сильно постраждав у війнах зі шведами: Північній (1655—1660) і Великій Північній (1700—1721). Фактично припинив існування після закриття корабельні у Віндаві.

## Назва
- Флот Курляндії і Семигалії — за назвою герцогства.
- Флот Курляндії, або Курляндський флот — за короткою назвою герцогства, а також російської губернії, що охоплювала усі терени колишнього герцогства.

## Історія

### Заснування
Датою заснування флоту Курляндії і Семигалії вважається 1638 рік, коли герцог Фрідріх Кеттлер, з ініціативи крон-принца Якова, збудував Віндавське адміралтейство. Були також розбудовані верфі у Віндаві й Гольдінгені: на першій будували великі кораблі, в тому числі військові; на другій — малі. 
До цього часу, з кінця XVI cт. основним місцем будівництва кораблів був Гольдінген. Тут виготовляли, переважно, купецькі судна.
Кораблебудівні роботи тривали довго через малу кількість знавців справи. За рік курляндці виготовляли 1 великий корабель і 2 малих судна. Станом на 1640 рік флот герцогства залишався незначним, а його озброєння — гірше середнього.

### Розквіт
Розквіт курляндського флоту припав на добу правління герцога Якова Кеттлера. Він найняв спеціалістів із Голландії, які модернізували Віндавську і Гольдінгенську верфі. Майстрами, що будували кораблі, стали голландці, а підмайстрами і помічниками — місцеві німці та латиші. Завдяки реформам кожна верф давала 5 великих суден на рік. 1677 року Яків відкрив третю верф у Лібаві, де концентрувалося багато купців. 
Герцог також створив інфраструктуру флоту: звів багато пірсів, причалів, складів. Він розширив Віндавську гавань і поглибив її дно, завдяки чому Віндава стала головним зовнішнім портом герцогства, одним із найбільших центрів торговельних на Балтійському морі. Паралельно, герцог заснував мануфактури для потреб флоту: 17 залізнодобувних (на місцевій болотній руді), 11 якірних, 12 цвяхоробних, 10 гарматних, 10 рушничних, 2 сталеливарні, 7 металообробних, 8 з плавлення міді (імпортної, африканської), 3 парусинових, 3 канатних, 5 порохових, 29 лісопильних і деревообробних, десятки смолокурень.
На кінець 1650-х років Курляндія і Семигалія мала понад 40 військових кораблів із озброєнням у 15-72 гарматти, а також близько 80 торговельних суден, переважно флейтів. Військовим флотом командував голландський адмірал Імке, а торговим — Генріх Мобер. Військові кораблі використовували для охорони торговельного флоту від піратів, захисту курляндських колоній на Тобаго і в гирлі Гамбії. Всім флотом завідувало Віндавське адміралтейство.
Великого удару по флоту Курляндії і Семигалії завдала війна зі шведами 1658—1660 років. Зраджений своїми сподіваннями на нейтралітет, Яків зазнав шведського вторгнення і потрапив до ворожого полону разом із родиною. Нападники спалили курляндські верфі та мануфактури, повбивали багатьох майстрів, вивезли частину кораблів і спеціалістів до Швеції. Після Олівського миру Яків повернув собі герцогство і намагався відродити господарство країни, але темпів довоєнного виробництва не досяг.
За увесь період правління герцог Яків побудував 65 військових і 130 торговельних кораблів, що було неймовірним для того часу, особливо для такої маленької держави. Герцог інколи здавав кораблі в оренду. Так, 1648 року уряд Венеційської республіки був боржником Якова за використання послуг курляндських суден.

### Занепад
Занепад флоту Курляндії і Семигалії розпочався з правлінням Фрідріха-Казимира, сина Якова. Щедрий герцог вів розкішний спосіб життя, цікавився розвагами, а не кораблями, а тому продав більшість державних мануфактур, які заснував його батько, з метою отримання готівки. Він зупинив виробництво військових кораблів на верфях, розпродав великі кораблі, а колонії продав англійцям.
Перед початком Великої Північної війни герцогство мало лише 15 суден.
1702 року були закриті Гольдінгенська і Лібавська верфі, а 1718 року — найбільша Віндавська.

## Прапор

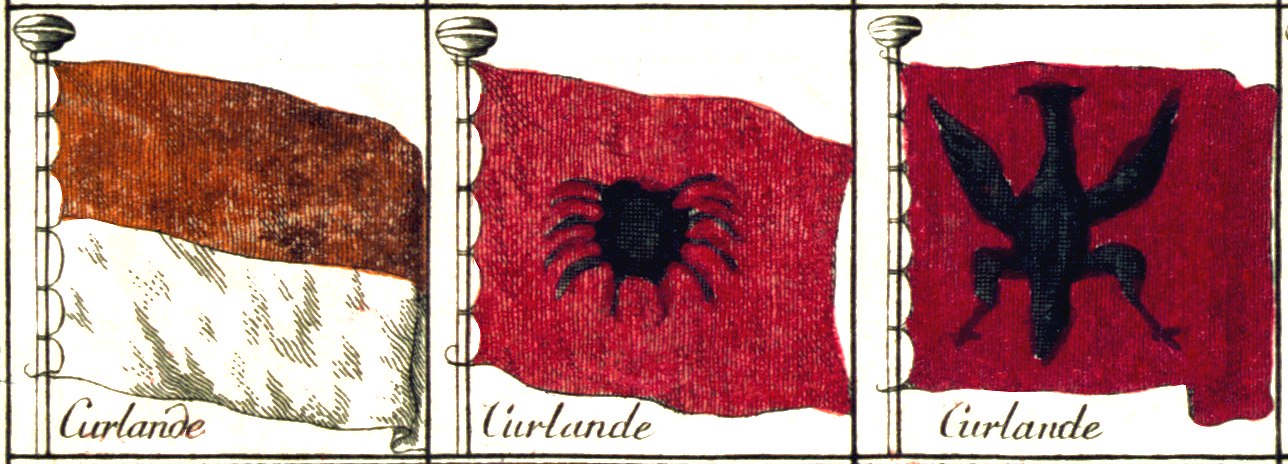
Курляндські прапори (Таблиця морських прапорів Боуела, Лондон, 1783). Згідно з поясненнями таблиці малиновий = червоний.

Прапором (гюйсом) Курляндського флоту було червоне полотнище із чорним крабом.
Серед інших прапорів використовували червоно-білий прапор, за кольорами герба Курляндії — червоного лева на білому тлі; а також червоний прапор із чорним орлом.

Дворколірний
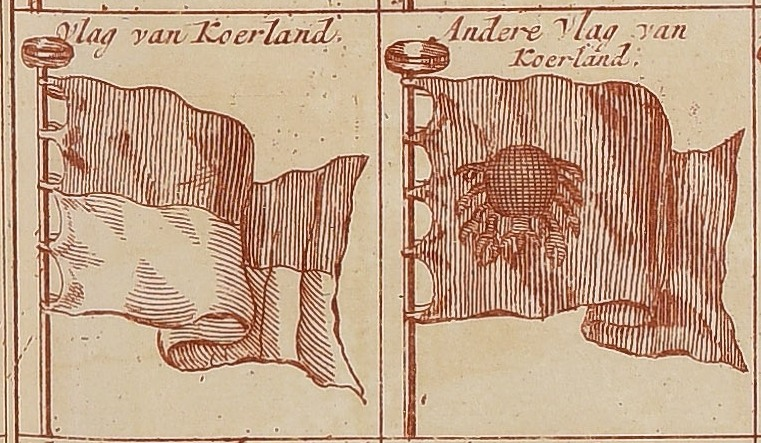
1689
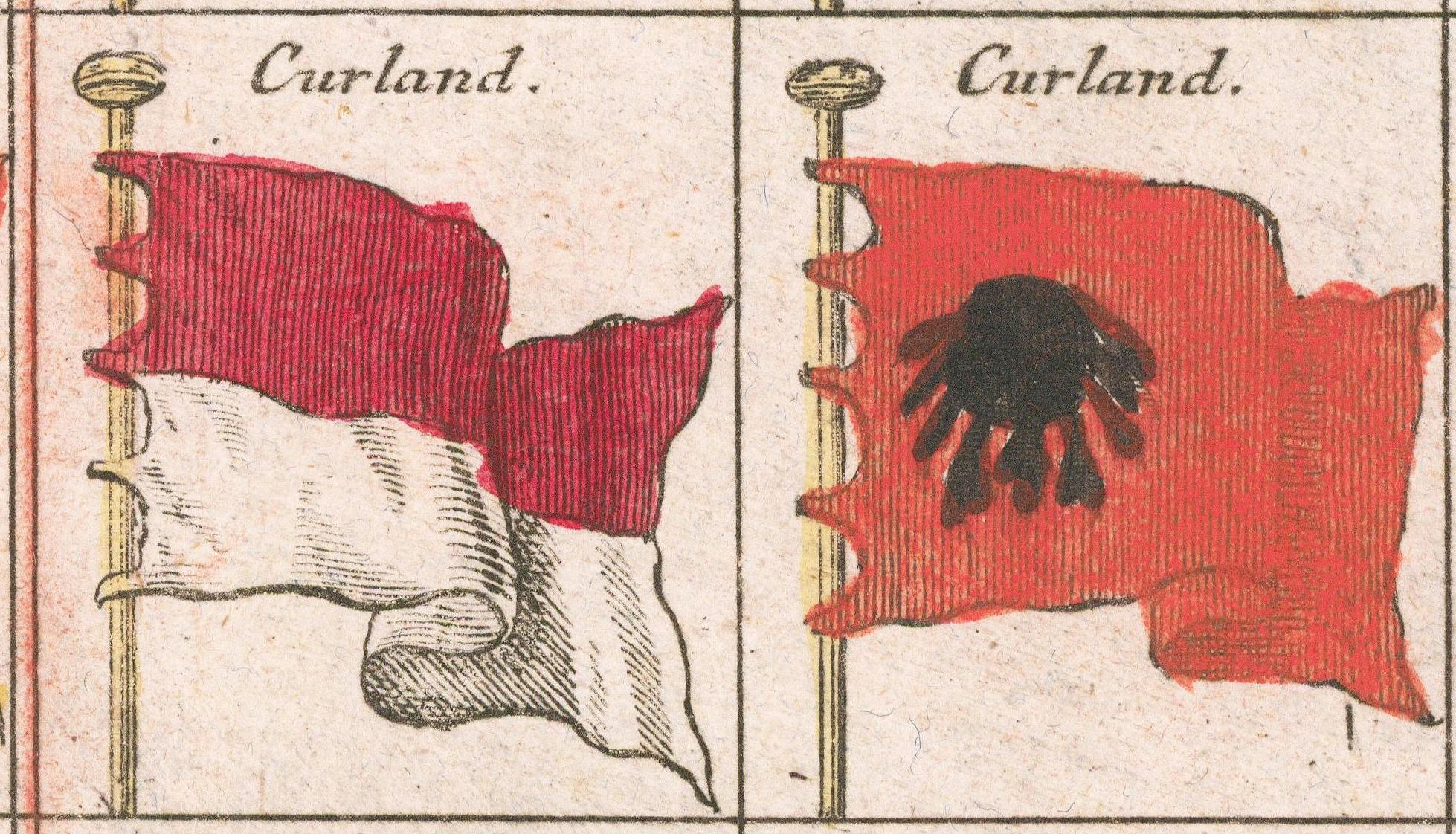
1760
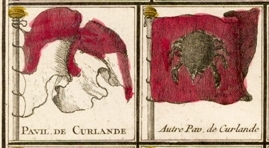
1763
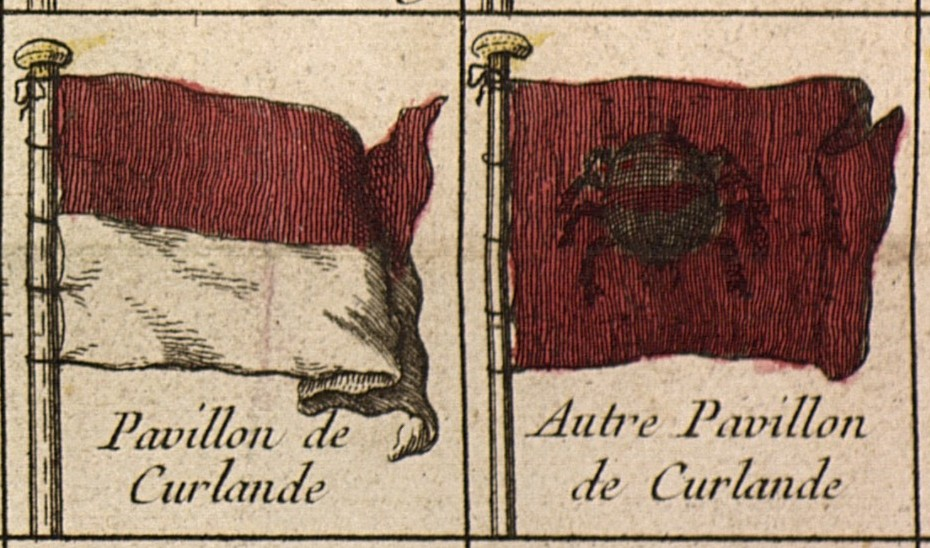
1767

## Кораблі

Герцог Яків із кораблями. Латвійська марка

В часи малограмотності населення — як командирів, так і матросів, замість імені корабля на борту розміщували герб або інше зображення на кормі. Інколи його доповнювали підписом, зазвичай латинським. Це могло бути ім'я чи девіз судна. Відповідно в документації один і той самий корабель згадувався по-різному.
| Корабель                                          | Корабель                                              | Гармати |
| ------------------------------------------------- | ----------------------------------------------------- | ------- |
| «Герб і портрет герцогині Курляндської»           | Das Wapen und Bildniss der Herzogin von Curland       | 72      |
| «Герб Його Княжої Ясновельможності Курляднського» | Das Wapen Ihren Fürstl. durchl. von Curland           | 42      |
| «Герб Курляндії»                                  | Das Wapen von Curland und eysernen Mannes             | 40      |
| «Герб пана ландграфа Гессен-Гомбурзького»         | Das Wapen derer Herre Land-Graffen von Hessen-Homburg | 36      |
| «Принцеса Курляндська»                            | Die Prinzessin von Curland                            | 40      |
| «Наймолодший принц Курляндський»                  | Der jüngste Printz von Curland                        | 24      |
| «Принц Курляндський»                              | Der Printz von Curland                                | 54      |

### Список
- у дужках — кількість гармат.

1. Das Wapen und Bildniss der Herzogin von Curland (72);
2. Das Wapen Ihren Fürstl. durchl. von Curland (42);
3. Das Wapen von Curland und eysernen Mannes (40);
4. Das Wapen derer Herre Land-Graffen von Hessen-Homburg (36);
5. Die Prinzessin von Curland (40);
6. Der jüngste Printz von Curland (24);
7. Der Printz von Curland (54);
8. Die Sperance (28);
9. Die Invidia (32);
10. Die Patientia (28);
11. Der König David (28);
12. Die Temperantia (30);
13. Der Neptunus (30);
14. Die Fortitudo (60);
15. Jacobus Major (40);
16. Der Pax (46);
17. Die Constantia (44);
18. Der Schwan (40);
19. Die Scientia (46)
20. Der Cabeljau (36);
21. Die Justitia (40);
22. Die Prudentia (34);
23. Die Concordia (28);
24. Der rohte Lew (28);
25. Die Fortuna (24);
26. Johannes der Evangelist (24);
27. Der Blumen-Topf (32);
28. Jacobus Minor (24);
29. Der Cavalier (40);
30. Die Parsimonia (24);
31. Die Levitas (24);
32. Die Riegel-Taube (24);
33. Die Drey Heringe (20);
34. Die Clementia (20);
35. St. Joh. Baptista (20);
36. Der Elend (34);
37. Der Mohr (32);
38. Die Pietas (24);
39. Der Grönlands-Fahrer (24);
40. Der Crocodil (24);
41. Die Meve (20);
42. Der Wall-Fisch (24);
43. Die Inocentia (30);
44. Der Orpheus (32).[5]

Перед початком Великої Північної війни:
1. Prins Friedrich Wilhelm (довжина — 41 м, озброєння — 50 великих і 20 малих гармат; 1702 року захоплений шведами, потонув 1712 року).
2. St. Casimir (фрегат, тоннажність — 1000 т; верф — Лібава, 1678).
3. Die Durchlauchte Hertzogin von Churlandt (фрегат, довжина — 40 м; верф — Віндава, 1694)
4. St. Sophia (фрегат, верф — Лібава, 1678).
5. Das Wappen von Tobago (збудований 1687 для експедиції на Тобаго)
6. Die Carpee (конвойний корабель у 1696-1699 рр.; верф — Лібава, 1680)
7. St. Ignatius (конвойний корабель з 1680)
8. Insull Tobago (торгове судно; конвойний корабель з 1689)
9. Stadt Windau  (торгове судно; конвойний корабель з 1688)
10. Den Engel (торговий корабель, збудований 1680)
11. Der Hirschbock (торговий корабель, 1691)
12. Garneele (торговий корабель)
13. Hase (торговий корабель)
14. Heringsfaenger (торговий корабель)
15. Stadt von Aventure (герцогська яхта, 1690)